# 藤原真永
藤原 真永（ふじわら の まなが）は、奈良時代の官人。藤原北家、大納言・藤原真楯の子。官位は正六位上。

## 経歴
大納言・藤原真楯の子として生まれ、弟・内麻呂が右大臣に昇っているにもかかわらず、真永自身は五位にも昇れず『六国史』にも記載がない。

## 系譜
- 父：藤原真楯
- 母：佐美飛鳥丸の娘[1]
- 妻：安倍息道の娘
  - 男子：藤原永貞
- 妻：佐伯久良丸の娘[1]
  - 男子：藤原弟貞